# Jules Salmson
Pour les articles homonymes, voir Salmson (homonymie).
Jean Jules Bernard Salmson, né le 18 juillet 1823 à Paris et mort le 6 mai 1902 à Coupvray est un sculpteur français.

## Biographie
Jules Salmson est le fils de Jean-Baptiste Salmson (1807-1866), graveur de médailles et de pierres fines d'origine suédoise, installé à Paris en 1822. Son cousin est le peintre Hugo Salmson (1843-1894).
Il entre à l'École des beaux-arts de Paris où il est l'élève de Jules Ramey, Armand Toussaint et Auguste Dumont. En 1845, il remporte le concours d'essai en sculpture ayant pour sujet L'Effroi,. En 1846, il concourt pour le deuxième essai du grand prix de Rome mais détruit l'œuvre dont il n'est pas satisfait.
Un médaillon ornant la tombe de son frère Jean Eugène (1832-1848) à Paris au cimetière de Montmartre est une de ses premières œuvres publiques.
Le 27 décembre 1858, il épouse Ursule Émilie Lazare à Paris. Leur fils Émile (1859-1917) est en 1913 le fondateur de la Société anonyme des moteurs Salmson.
Jules Salmson habite boulevard du Temple en 1859 et commence à exposer au Salon de 1859 en envoyant des médaillons, puis des bustes. En 1859, il réalise la médaille de l'exposition régionale du commerce et de l'industrie de Rouen.
En 1867, il demeure 26, rue Condorcet à Paris quand il est nommé chevalier de la Légion d'honneur. Il réalise en 1876 le plâtre de la statue d’Henri IV pour l'hôtel de ville de La Rochelle, modèle de la statue en céramique par Théodore Deck, La Prudence pour le tribunal de commerce de la Seine, des cariatides pour le théâtre du Vaudeville (actuel Gaumont-Opéra) à Paris, La Gloire pour le nouveau palais du Louvre, la statue de Haendel pour l'opéra Garnier.
Il est le maître de nombreux sculpteurs dont Émile-Coriolan Guillemin, André Paul Arthur Massoulle, Jean-Louis Grégoire, Henri Lebossé, Vincent Desiré Faure de Broussé (1876-1908).
Il est nommé directeur de l'école des arts industriels de Genève en 1876.
Le 25 aout 1881, veuf et habitant alors Genève, il se remarie à Paris avec Rose Pierrette Eymond-Leblanc (1839-1901).

## Œuvres

### Œuvres dans les collections publiques
- Angers, musée des beaux-arts :
  - Les Titans, 1889, plâtre, localisation actuelle inconnue[15].
  - Les Titans, 1895, bas-relief en bronze[15].
- Chamonix : Monument à Saussure et Balmat, 1887, groupe en bronze[16].
- Clermont-Ferrand, musée d'art Roger-Quilliot : L'espérance, 1865, bronze.
- Nérac, château musée : Henri IV (plâtre) exposé au salon en 1876[17]
- Paris :
  - musée d'Orsay : La Dévideuse, Salon de 1863, statue en bronze[18],[19].
  - opéra Garnier : Haendel, 1887-1888, statue en marbre[20].
- Roubaix, la Piscine : Haendel, 1874, statue en plâtre, modèle du marbre de l'opéra Garnier.

### Publications
- L'Institut devant le suffrage universel, Paris, Michel et Joubert, 1850[21].
- Entre deux coups de ciseau : souvenirs d'un sculpteur, 1892, 363 p. (OCLC 27059338).
- Le métier dans l'art.Glyptique/ 1e partie : La gravure en médailles et monnaies, s.l.n.d., coll. « La revue littéraire et artistique », p. 321-327[22].
- Le métier dans l'art. La statuaire, s.l.n.d., coll. « La revue littéraire et artistique », p. 55-65[23].

## Distinctions

### Décorations
- Chevalier de la Légion d'honneur (décret du 29 juin 1867)[24].

### Récompenses
- médaille de 2e classe en 1863.
- médaille de 2e classe en 1865.
- médaille de 2e classe à l'Exposition universelle de 1867[25].
- médaille d'argent à l'Exposition universelle de Paris de 1889[26].

## Galerie

Œuvres de Jules Salmson
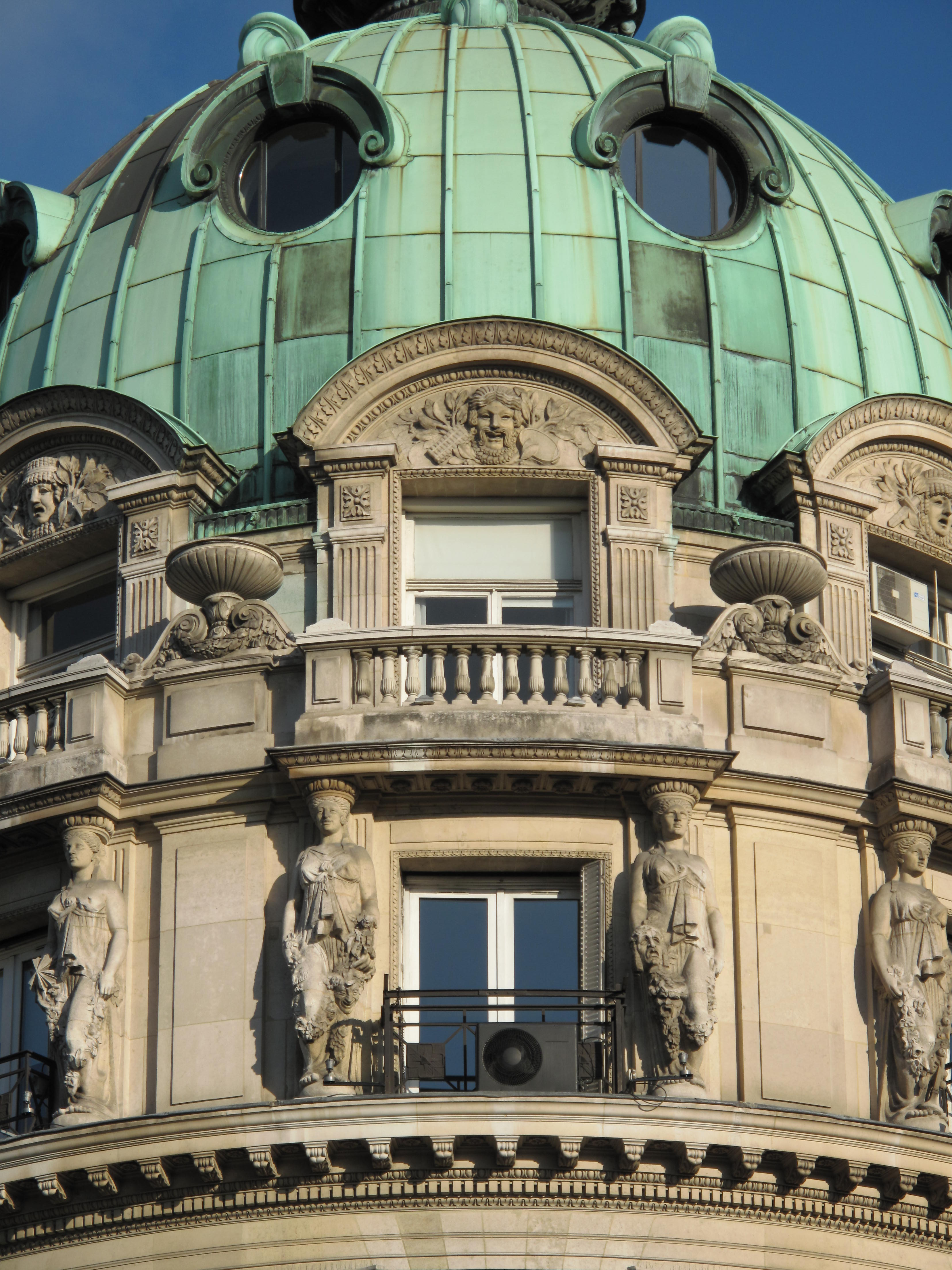
Cariatides ornant la coupole du Gaumont-Opéra à Paris.
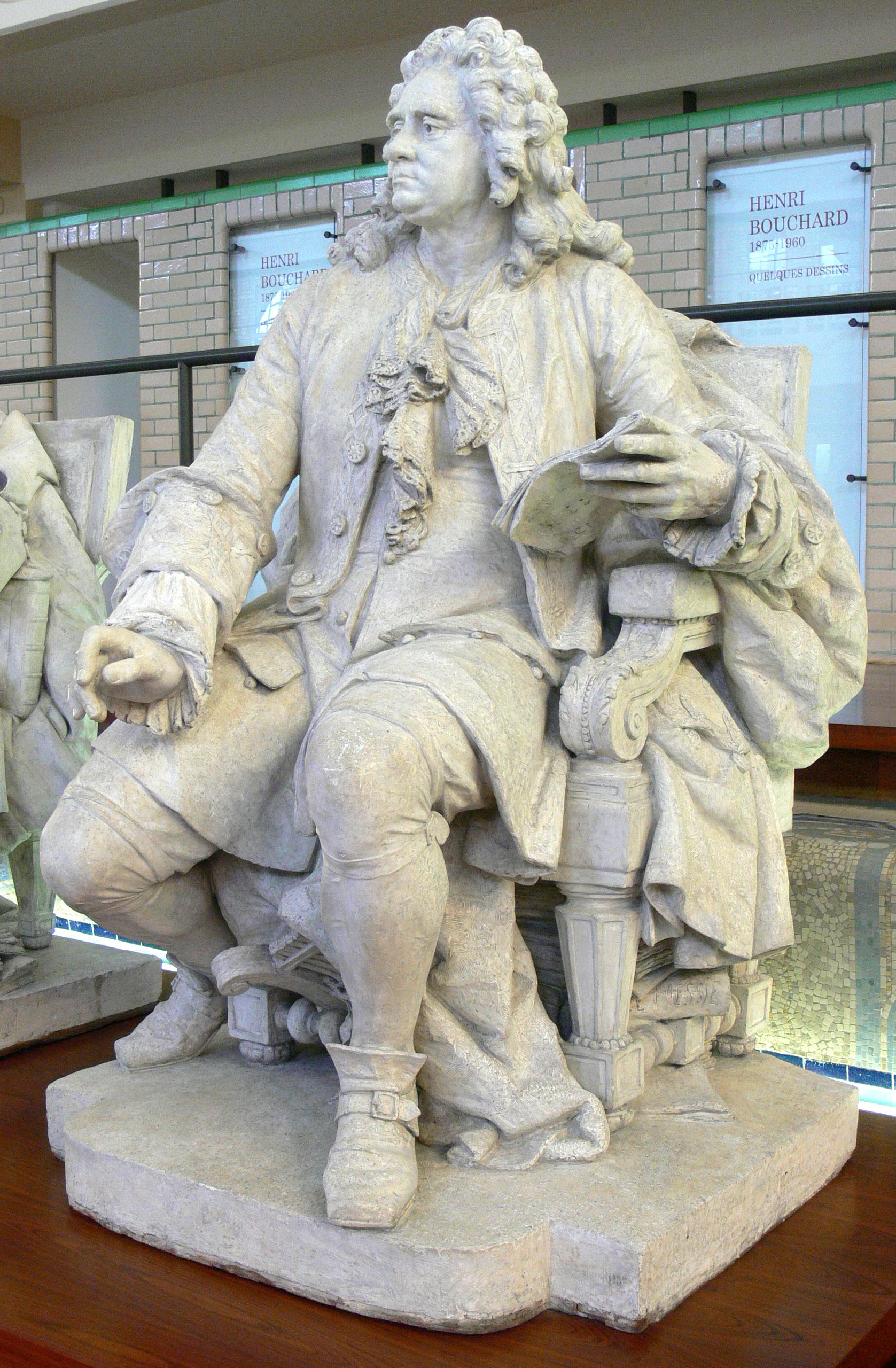
Haendel (1874), plâtre, Roubaix, la Piscine.
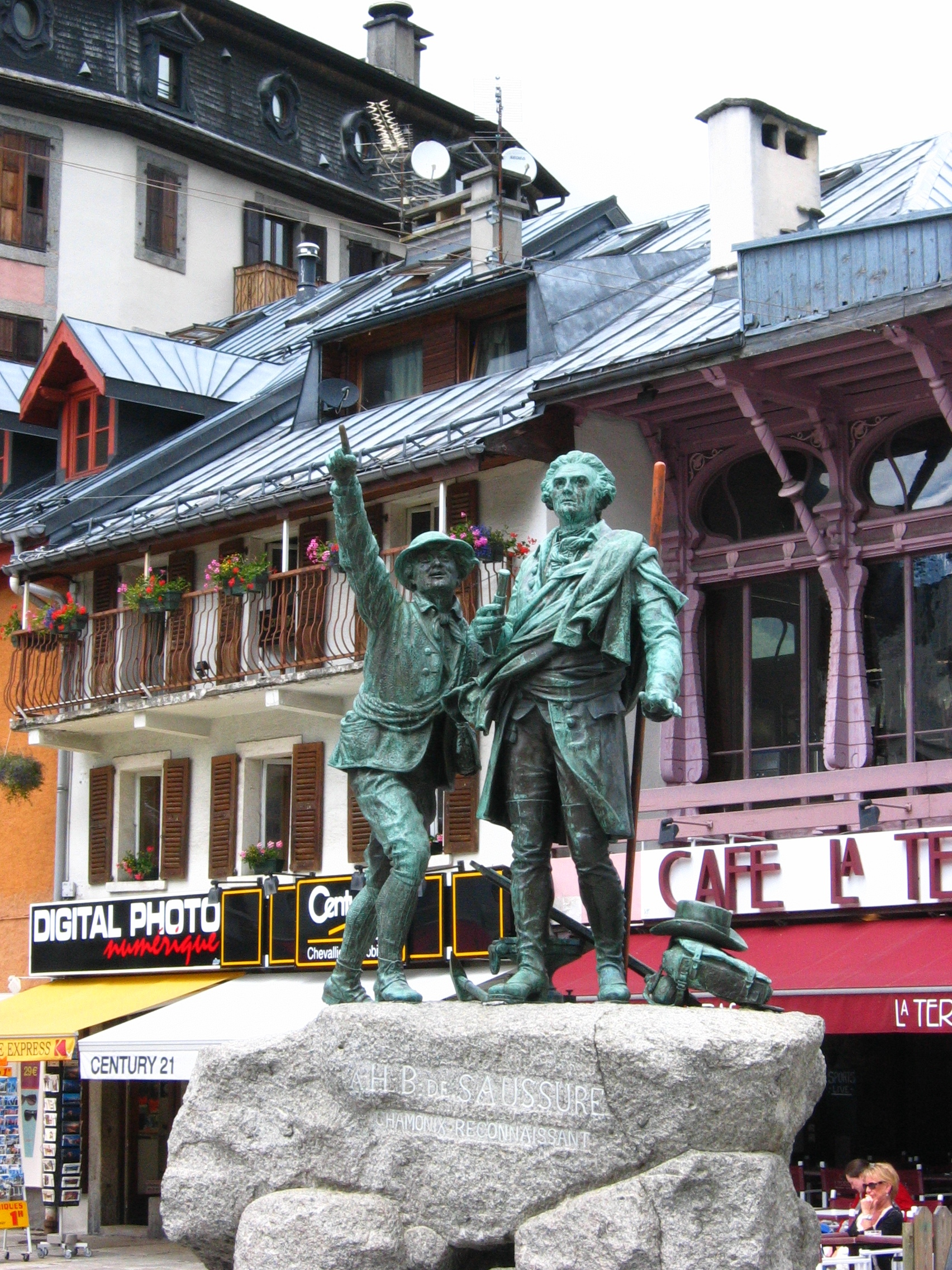
Monument à Saussure et Balmat (1887), Chamonix.
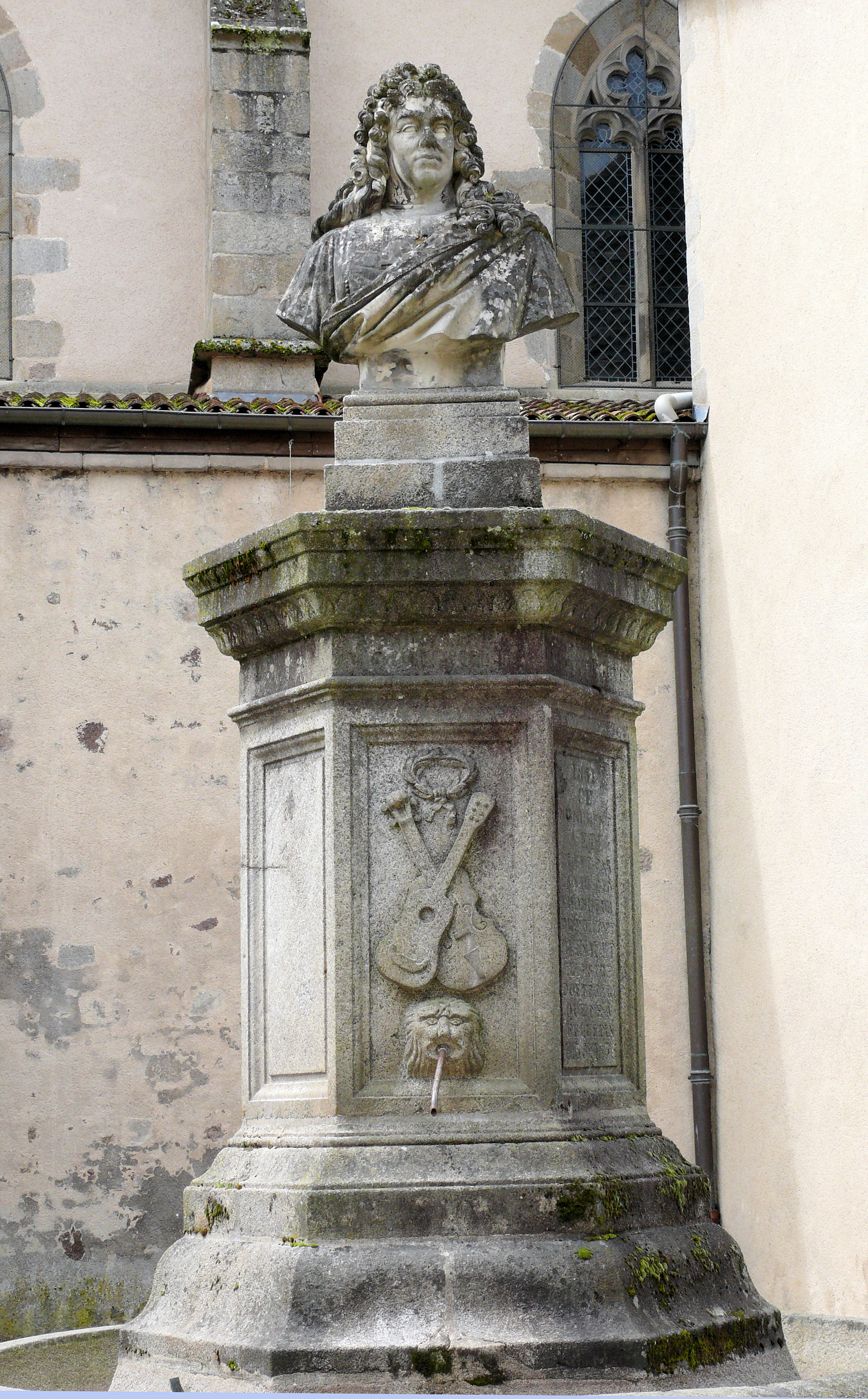
Fontaine Philippe Quinault (1851), d'après Jules Salmson à Felletin[27].